# Krysti Lynn
Krysti Lynn (San Diego, California; 26 de febrero de 1971 - Calabasas, California; 4 de diciembre de 1995) fue una actriz pornográfica estadounidense.

## Biografía
Krysti Lynn, nombre artístico de Shawna Krysti Yager, nació en la ciudad de San Diego (California) en febrero de 1971. Tocaba el violín en la orquesta de su instituto. Después de graduarse, comenzó a trabajar como estríper en diversos locales y atendiendo despedidas de soltero y otros eventos.
Debutó en la industria pornográfica como actriz en 1993, a los 22 años. Grabó escenas y películas para productoras como Horne Boi Video, Rosebud, VCA Pictures, Midnight Video, Anabolic, Taboo, Pepper, Wicked Pictures, Vivid, Legend Video o Elegant Angel. Su gran oportunidad como actriz le llegó de la mano del director John Stagliano, con quien tendría una relación sentimental, y su compañía Evil Angel, con la que grabaría parte de su producción que le avalaría como una estrella en ciernes.
En 1994, bajo el sello de Evil Angel, grabó su primera escena de gang bang en la película Voyeur.
Su gran momento le llegó en los Premios AVN de 1995, en cuya edición fue nominada a la Mejor escena de sexo en grupo por Buttman’s Inferno, con Sheena, Guy DiSilva y Tim Lake, y a la Mejor escena de sexo lésbico en grupo por Pussyman 6, junto a Leena La Bianca, Kaitlyn Ashley y Rebecca Bardoux.
Meses antes de acabar el año 1995, Krysti rompió su relación sentimental con Stagliano, con quien vivía en Malibú, y tanteaba la posibilidad de abandonar su carrera como actriz pornográfica para iniciar una carrera como cantante, llegando a tener algunas canciones ya escritas.
Debido a la ruptura con Stagliano, Krysti comenzó a beber y a caer en las drogas, como consecuencia de la depresión que venía acarreando meses atrás. La noche del 4 de diciembre de 1995, ella y una amiga, Stella Martínez, volvían de una noche de fiesta en la localidad californiana de Calabasas en un Acura Legend propiedad de Stagliano. Iba a más de 100 kilómetros por hora en Las Virgenes Road, una carretera serpenteante y sinuosa cuyo límite máximo era la mitad del que alcanzaba el vehículo. Krysti perdió el control del automóvil y cayó por un barranco, muriendo en el acto ambas. Aunque ambas mujeres llevaban puestos los cinturones de seguridad, y los airbags se activaron, el peritaje posterior afirmó que el coche realizó varias vueltas de campana y cayó boca abajo. Un equipo de reparación de carreteras encontró los cuerpos dos días después del siniestro.
Krysti Lynn apareció en un total de 82 películas como actriz.
Algunas películas suyas fueron Anal Idol, Buttman Confidential, County Line, Dog Walker, Ecstasy of Payne, Fantasy Exchange, Hot Blooded, Ice Woman 2, Kink, Nasty Girls 8, Open 4 Business, Pussyman 11, Sensual Exposure, Up and Cummers 11 o When Girl Meets Girl.

## Premios y nominaciones en la industria
| Año  | Ceremonia   | Resultado | Premio                                | Trabajo           |
| ---- | ----------- | --------- | ------------------------------------- | ----------------- |
| 1995 | Premios AVN | Nominada  | Mejor escena de sexo en grupo         | Buttman’s Inferno |
| 1995 | Premios AVN | Nominada  | Mejor escena de sexo lésbico en grupo | Pussyman 6        |